# Карл Вінтергерст
Карл Конрад Вінтергерст (нім. Karl Konrad Wintergerst; 15 квітня 1892, Шляйссгайм — ?) — німецький воєначальник, генерал-лейтенант вермахту. Кавалер Німецького хреста в золоті.

## Біографія
Син таємного бухгалтерського радника Августа Вінтергерста і його дружини Бетті, уродженої Вагенкнехт. В 1905/11 роках навчався в кадетському корпусі. 7 липня 1911 року вступив в Баварську армію, служив в артилерії. Учасник Першої світової війни. Після демобілізації армії залишений в рейхсвері. З 12 жовтня 1937 року — командир 79-го гірського артилерійського полку в Гарміш-Партенкірхені. З 19 квітня 1940 року — артилерійський командир 132, одночасно з 1 жовтня по листопад 1941 року виконував обов'язки командира 4-ї гірської дивізії. 1 квітня 1942 року відправлений в резерв ОКГ. З 15 липня 1942 року — командир 210-ї піхотної дивізії. З 16 лютого 1944 року виконував обов'язки командира 12-ї авіапольової, з 24 березня 1944 року — 225-ї піхотної дивізії. 20 травня 1944 року знову відправлений в резерв ОКГ. З 25 липня 1944 року — вищий артилерійський командир 304. В квітні 1945 року взятий в полон американськими військами в районі Пісека і Табора. В тому ж році переданий радянській владі. Подальша доля Вінтергерста невідома.

## Сім'я
28 грудня 1920 року одружився з Ельзою Зелль. В 1928 році в пари народилась дочка.

## Звання
- Фенріх (7 липня 1911)
- Лейтенант (25 жовтня 1913)
- Оберлейтенант (17 січня 1917)
- Гауптман (1 лютого 1923)
- Майор (1 травня 1933)
- Оберстлейтенант (1 січня 1936)
- Оберст (1 червня 1938)
- Генерал-майор (8 квітня 1942)
- Генерал-лейтенант (1 квітня 1943)

## Нагороди
- Медаль принца-регента Луїтпольда
- Залізний хрест
  - 2-го класу (4 жовтня 1914)
  - 1-го класу (29 січня 1917)
- Орден «За військові заслуги» (Баварія)
  - 4-го класу з мечами (8 травня 1915)
  - 4-го класу з короною і мечами
- Нагрудний знак «За поранення» в сріблі (травень 1918)
- Королівський орден дому Гогенцоллернів, лицарський хрест з мечами (27 липня 1918)
- Почесний хрест ветерана війни з мечами
- Медаль «За вислугу років у Вермахті» 4-го, 3-го, 2-го і 1-го класу (25 років)
- Застібка до Залізного хреста 2-го і 1-го класу (11 вересня 1941) — отримав 2 нагороди одночасно.
- Нагрудний знак «За участь у загальних штурмових атаках» (16 січня 1942)
- Німецький хрест в золоті (6 серпня 1942)
- Орден Корони Румунії, командорський хрест з мечами